# Campionat Sud-americà de futbol de 1957
El Campionat sud-americà de futbol de 1957 es disputà al Perú i fou guanyat per l'Argentina amb Brasil segon.

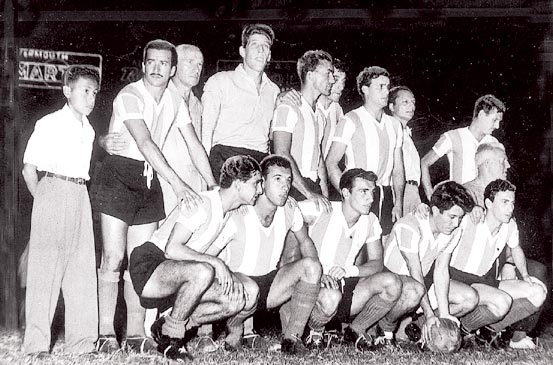
Selecció argentina campiona.

Bolívia, i Paraguai abandonaren la competició.
Humberto Maschio d'Argentina i Javier Ambrois d'Uruguai foren els màxims golejadors amb 9 gols cadascun.

## Estadis
| Lima                     |
| ------------------------ |
| Estadio Nacional de Lima |
| Capacitat: 50.000        |
|                          |

## Ronda final
| Equip     | PJ | PG | PE | PP | GF | GC | DG  | Pts |
| --------- | -- | -- | -- | -- | -- | -- | --- | --- |
| Argentina | 6  | 5  | 0  | 1  | 25 | 6  | +19 | 10  |
| Brasil    | 6  | 4  | 0  | 2  | 23 | 9  | +14 | 8   |
| Uruguai   | 6  | 4  | 0  | 2  | 15 | 12 | +3  | 8   |
| Perú      | 6  | 4  | 0  | 2  | 12 | 9  | +3  | 8   |
| Colòmbia  | 6  | 2  | 0  | 4  | 10 | 25 | −15 | 4   |
| Xile      | 6  | 1  | 1  | 4  | 9  | 17 | −8  | 3   |
| Equador   | 6  | 0  | 1  | 5  | 7  | 23 | −16 | 1   |

| Uruguai                                       | 5–2 | Equador                |
| --------------------------------------------- | --- | ---------------------- |
| Ambrois 26', 29' (pen.), 57', 74' · Sasía 87' |     | Larraz 12', 40' (pen.) |

| Perú                  | 2–1 | Equador    |
| --------------------- | --- | ---------- |
| Terry 29', 37' (pen.) |     | Cantos 44' |

| Argentina                                                                              | 8–2 | Colòmbia                         |
| -------------------------------------------------------------------------------------- | --- | -------------------------------- |
| Cruz 5' · Angelillo 10', 73' · Maschio 16' (pen.), 23', 53' (pen.), 85' · Corbatta 59' |     | Gamboa 34' (pen.) · Valencia 37' |

| Brasil                        | 4–2 | Xile                              |
| ----------------------------- | --- | --------------------------------- |
| Didì 20', 26', 44' · Pepe 46' |     | Ramírez Banda 13' · Fernández 89' |

| Perú         | 1–0 | Xile |
| ------------ | --- | ---- |
| Mosquera 57' |     |      |

| Colòmbia   | 1–0 | Uruguai |
| ---------- | --- | ------- |
| Arango 28' |     |         |

| Argentina                      | 3–0 | Equador |
| ------------------------------ | --- | ------- |
| Angelillo 5', 39' · Sívori 14' |     |         |

| Argentina                                        | 4–0 | Uruguai |
| ------------------------------------------------ | --- | ------- |
| Maschio 7', 73' · Angelillo 48' · Sanfilippo 83' |     |         |

| Brasil                                                                       | 7–1 | Equador           |
| ---------------------------------------------------------------------------- | --- | ----------------- |
| Evaristo 22', 89' · Pepe 25' · Zizinho 34' (pen.) · Joel 43', 68' · Didì 78' |     | Larraz 80' (pen.) |

| Xile                            | 3–2 | Colòmbia                  |
| ------------------------------- | --- | ------------------------- |
| Verdejo 35', 70' · Espinoza 62' |     | Arango 68' · Carrillo 83' |

| Uruguai                                   | 5–3 | Perú                                    |
| ----------------------------------------- | --- | --------------------------------------- |
| Ambrois 22', 48', 60', 75' · Carranza 26' |     | Terry 3' · Seminario 81' · Mosquera 83' |

| Xile                          | 2–2 | Equador                        |
| ----------------------------- | --- | ------------------------------ |
| Ramírez Banda 18', 26' (pen.) |     | Larraz 25' (pen.) · Cantos 59' |

| Brasil                                                                    | 9–0 | Colòmbia |
| ------------------------------------------------------------------------- | --- | -------- |
| Pepe 27' · Evaristo 41', 44', 45', 75', 86' · Didì 50', 60' · Zizinho 85' |     |          |

| Perú                                            | 4–1 | Colòmbia          |
| ----------------------------------------------- | --- | ----------------- |
| Alberto Terry 34' · Rivera 35', 37' · Bassa 83' |     | Arango 57' (pen.) |

| Argentina                                                               | 6–2 | Xile               |
| ----------------------------------------------------------------------- | --- | ------------------ |
| Sívori 7' · Angelillo 21', 70' · Maschio 53', 74' · Corbatta 83' (pen.) |     | Fernández 14', 28' |

| Uruguai                        | 3–2 | Brasil                  |
| ------------------------------ | --- | ----------------------- |
| Campero 15', 23' · Ambrois 17' |     | Evaristo 68' · Didì 70' |

| Brasil          | 1–0 | Perú |
| --------------- | --- | ---- |
| Didì 73' (pen.) |     |      |

| Colòmbia                                             | 4–1 | Equador           |
| ---------------------------------------------------- | --- | ----------------- |
| Álvarez 19' (pen.) · Gutiérrez 22' · Gamboa 30', 58' |     | Larraz 32' (pen.) |

| Uruguai                 | 2–0 | Xile |
| ----------------------- | --- | ---- |
| Campero 28' · Roque 40' |     |      |

| Argentina                              | 3–0 | Brasil |
| -------------------------------------- | --- | ------ |
| Angelillo 23' · Maschio 87' · Cruz 90' |     |        |

| Perú                     | 2–1 | Argentina  |
| ------------------------ | --- | ---------- |
| Mosquera 15' · Terry 81' |     | Sívori 50' |

## Resultat

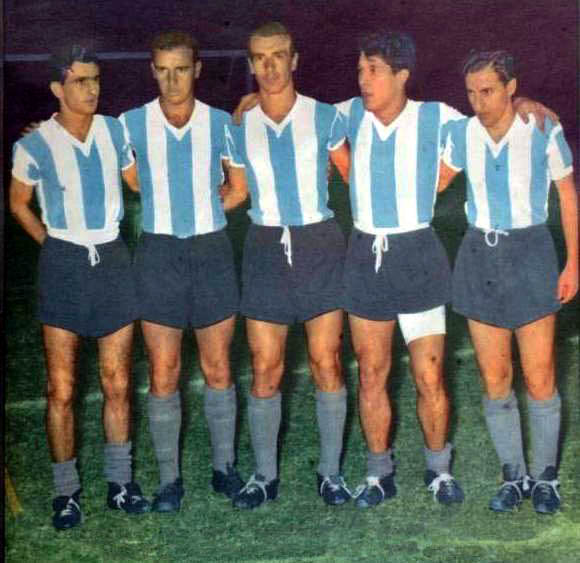
Davantera de la selecció, anomenada Los Carasucias al Campionat Sud-americà de 1957: Corbatta, Maschio, Angelillo, Sívori i Cruz.

| Campionat Sud-americà 1957 |
| -------------------------- |
| Argentina                  |
| Argentina Onzè títol       |

## Golejadors
9 gols
- Humberto Maschio
- Javier Ambrois

8 gols
- Antonio Valentín Angelillo
- Didi
- Evaristo de Macedo

5 gols
- Alberto Terry

4 gols
- Jorge Larraz

3 gols
- Omar Sívori
- Pepe
- José Fernández
- Jaime Ramírez Banda
- Carlos Arango
- Delio Gamboa
- Enrique Cantos
- Máximo Mosquera
- Luis Campero

2 gols
- Omar Oreste Corbatta
- Osvaldo Héctor Cruz
- Joel Antônio Martins
- Zizinho
- Carlos Verdejo
- Manuel Rivera

1 gol
- José Sanfilippo
- Sergio Espinosa
- Alejandro Carrillo
- Humberto Álvarez
- Jaime Gutiérrez
- Alberto Valencia
- Juan Bassa
- Juan Seminario
- Carlos María Carranza
- José Walter Roque
- José Sasía